# شیطان در کمین
شیطان در کمین (انگلیسی: The Devil Thumbs a Ride) یک فیلم نوآر در سبک مهیج به کارگردانی فیلیکس ئی. فایست است که در سال ۱۹۴۷ منتشر شد.

## بازیگران
- لارنس تیرنی
- تد نورث
- نَن لسلی
- بتی لافورد
- اندرو تومز
- هری شانون
- ویلیام گولد
- جوزفین ویتل
- فیل وارن
- رابرت ملکوم
- ماریان کار
- گلن ورنون